# Darius Pop
Darius Pop (n. 13 septembrie 1994, Baia Mare, România) este un politician român care a fost membru al Camerei Deputaților din 2020 până în 2024, ales din partea partidului Alianța pentru Unirea Românilor (AUR).  